# Louis Gelineau
Louis Edward Gelineau (ur. 3 maja 1928 w Burlington, Vermont, zm. 7 listopada 2024 w North Smithfield) – amerykański duchowny katolicki, biskup Providence w latach 1971-1997.

## Życiorys
Do kapłaństwa przygotowywał się w Ottawie w Kanadzie. Święcenia kapłańskie otrzymał 5 czerwca 1954 i inkardynowany został do rodzinnej diecezji Burlington. W roku 1959 uzyskał licencjat z prawa kanonicznego na Katolickim Uniwersytecie Ameryki. Pracował m.in. jako kanclerz i wikariusz generalny diecezji, a także mistrz ceremonii liturgicznych ówczesnego biskupa diecezjalnego. Od 1961 nosił tytuł prałata.
6 grudnia 1971 papież Paweł VI mianował go biskupem diecezjalnym Providence. Sakry udzielił mu jego dotychczasowy zwierzchnik bp Robert Francis Joyce. Na emeryturę przeszedł przedwcześnie 11 czerwca 1997 w atmosferze skandalu seksualnego. Bp Gelineau miał ukrywać księży pedofilów przenosząc ich na nowe parafie.